# Szustry
Szustry [pronunciación en polaco: /ˈʂustrɨ/] es un pueblo ubicado en el distrito administrativo de Gmina Sokolniki, dentro del Condado de Wieruszów, Voivodato de Łódź, en Polonia central. Se encuentra aproximadamente a 4 kilómetros al noreste de Sokolniki, a 16 kilómetros al este de Wieruszów, y a 92 kilómetros al suroeste de la capital regional Łódź.